# Jim Edgar

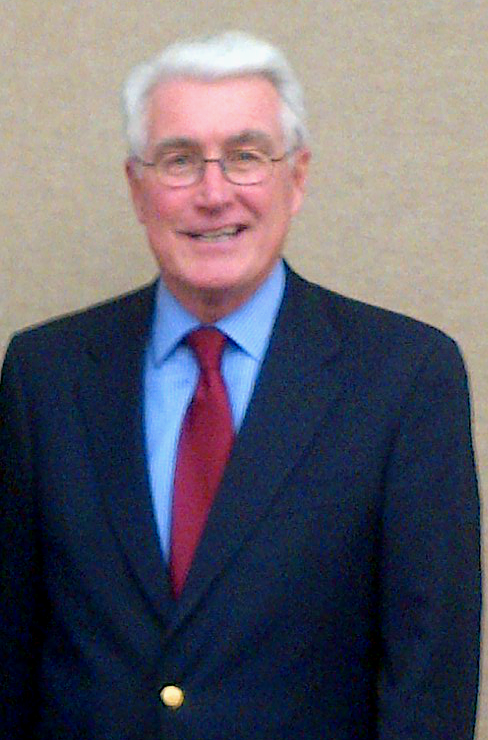
Jim Edgar (2013)

James „Jim“ Edgar (* 22. Juli 1946 in Vinita, Oklahoma) ist ein US-amerikanischer Politiker in der Republikanischen Partei. Er war von 1991 bis 1999 der 38. Gouverneur des Bundesstaates Illinois.

## Frühe Jahre und politischer Aufstieg
Edgar kam schon in frühen Jahren nach Illinois. Er wuchs in Charleston auf und besuchte das Wabash College und die Eastern Illinois University. Zwischen 1977 und 1979 war er Abgeordneter im Repräsentantenhaus von Illinois. In diesem Jahr berief ihn Gouverneur James R. Thompson in seinen Beraterstab. Anschließend wurde er vom Gouverneur als Secretary of State in das Kabinett berufen. Dieses Amt übte er zehn Jahre lang bis 1991 aus. Für die Gouverneurswahlen des Jahres 1990 konnte er sich in seiner Republikanischen Partei gegen Steve Baer durchsetzen und die Nominierung als Spitzenkandidat erringen.

## Gouverneur von Illinois
Nach seinem Wahlsieg über den Demokraten Neil Hartigan konnte Edgar am 14. Januar 1991 das Gouverneursamt antreten. Nach einer Wiederwahl im Jahr 1994 konnte er insgesamt acht Jahre amtieren. In seiner Amtszeit erhöhte er den Haushalt für die Bildungspolitik und setzte sich für die Verbesserung der Infrastruktur in Illinois ein. Die Verwaltung wurde neu organisiert. Gleichzeitig wurden Stellen gestrichen, um den gesamten Haushalt des Staates unter Kontrolle zu halten. Das gelang ihm so gut, dass er am Ende seiner zweiten Amtszeit einen Haushaltsüberschuss erwirtschaftet hatte. Erwähnenswerte Ereignisse aus seiner Amtszeit waren 1992 ein Wassereinbruch in ein Tunnelsystem in Chicago, der einen Schaden von mindestens 40 Millionen Dollar verursachte, und eine Überschwemmung, die 1993 riesige Schäden und Ernteausfälle verursachte. Im Jahr 1994 wurde der 1980 wegen 33-fachen Mordes zum Tod verurteilte John Wayne Gacy hingerichtet. Mit Judy Baar Topinka wurde ebenfalls 1994 die erste Frau zur Finanzministerin von Illinois ernannt.
Die Amtszeit von Gouverneur Edgar war nicht frei von Diskussionen um seine Person. So wurde ihm seine enge Verbindung mit der Firma Management Systems of Illinois (MSI) vorgeworfen. Diese Firma war einer seiner Sponsoren im Wahlkampf gewesen und erhielt dann überteuerte Regierungsaufträge, die dem Staat etwa 20 Millionen Dollar kosteten. Für diesen so genannten MSI-Skandal wurden einige Staatsangestellte und Privatleute zu Gefängnisstrafen verurteilt. Der Gouverneur selbst wurde nicht in den Skandal hineingezogen, sein Ansehen nahm aber trotzdem Schaden. Ebenfalls negative Auswirkungen erzeugte sein Verhalten in der Frage der Behandlung von Kriegsversehrten und Behinderten. Während auf Bundesebene diese Gruppe bei Einstellungen bevorzugt behandelt wurde, lehnte Edgar eine solche Bevorzugung ab. Er musste sich aber einem Gerichtsurteil fügen.

## Weiterer Lebensweg
Nachdem er nicht für eine dritte Amtszeit kandidiert hatte, schied Edgar am 11. Januar 1999 aus seinem Amt aus. Im Frühjahr 2003 wurde sein Name mit einer möglichen Kandidatur für den US-Senat in Verbindung gebracht. Er entschied sich nach einigem Zögern für einen Verzicht auf diese Kandidatur. An seiner Stelle wurde dann Barack Obama in den Senat gewählt. Im September 2005 verkündete Edgar das Ende seiner politischen Laufbahn. Zurzeit ist er bei der University of Illinois im Institut für Regierungsangelegenheiten (Government & Public Affairs) angestellt.
Im US-Präsidentschaftswahlkampf 2024 unterstützte Edgar die Kampagne Republicans for Harris.

## Einzelnachweis
1. ↑  "Für unsere Freiheit"– Jetzt wenden sich Republikaner von Trump ab. In: t-online. 6. August 2024, abgerufen am 7. August 2024.

| Personendaten    | Personendaten               |
| ---------------- | --------------------------- |
| NAME             | Edgar, Jim                  |
| ALTERNATIVNAMEN  | Edgar, James                |
| KURZBESCHREIBUNG | US-amerikanischer Politiker |
| GEBURTSDATUM     | 22. Juli 1946               |
| GEBURTSORT       | Vinita (Oklahoma)           |